# Elektrisk konduktans
 For alternative betydninger, se Elektrisk ledningsevne.
 Der er for få eller ingen kildehenvisninger i denne artikel, hvilket er et problem. Du kan hjælpe ved at angive troværdige kilder til de påstande, som fremføres i artiklen.

Elektrisk konduktans ({\displaystyle G}) er en egenskab for en elektrisk leder, som udtrykker dens evne til at lede elektrisk strøm. 
Den elektriske konduktans er det reciprokke af den mere velkendte resistans {\displaystyle R}. Det vil sige, at konduktansen er givet ved:
{\displaystyle G={\frac {1}{R}}}
Størrelsen af den elektriske konduktans måles derfor i den afledte SI-enhed siemens {\displaystyle {\text{S}}}, der er den reciprokke af enheden for modstand ohm {\displaystyle {\text{Ω}}}. {\displaystyle {\text{S}}} kan også skrives som {\displaystyle {\text{Ω}}^{-1}}. I USA bruges også navnet mho - ohm skrevet bagfra - men dette er ikke en tilladt skrivemåde efter SI. Der er også set anvendt symbolet ℧ for elektriske konduktans, men dette er heller ikke en tilladt skrivemåde efter SI.
Alle ledere undtagen superledere forårsager et vist tab af elektrisk energi i form af varmeudvikling, når man sender en strøm igennem dem. Den elektriske konduktans måles ved jævnstrøm.

## Eksempel
Ohms lov er normalt givet ved
{\displaystyle U=RI}
hvor {\displaystyle U} er den elektriske spænding, og {\displaystyle I} er strømstyrken. Når konduktans anvendes bliver loven i stedet:
{\displaystyle U={\frac {I}{G}}}
Har en elektrisk leder for eksempel en ledningsevne på 2 {\displaystyle {\text{S}}} og en strøm med strømstyrken 4 {\displaystyle {\text{A}}}, vil spændingen over lederen være:
{\displaystyle U={\frac {4{\text{ A }}}{2{\text{ S }}}}=2{\text{ V}}}
hvor strømstyrken her er målt i ampere, og spændingen er målt i volt.

## Relation til resistiviteten
Konduktansen afhænger af tre ting:
- Lederens længde {\displaystyle l} - jo længere leder, desto mindre konduktans.
- Lederens tværsnitsareal {\displaystyle A} - jo større areal, desto større konduktans.
- En materialeegenskab, kaldet resistiviteten {\displaystyle \sigma } - (Multiplikativ inverse af specifik ledningsevne), for det stof lederen er lavet af.

Dette kan skrives som:
{\displaystyle G=\sigma {\frac {A}{l}}}
Konduktansen kan altså forbedres ved enten at ændre materialet eller ved at ændre på lederens dimensioner.